# Главы Керчи

Настоящий список глав города Керчь содержит известных за время ведения достоверных письменных источников руководителей городского поселения Керчь.
 Медиафайлы на Викискладе

## Османская империя

### Паши Керчи и Еникале
- 1771: Абаза-Мухаммед-паша (ум. 1771) последний османский керченский и еникальский паша, казнён за сдачу города[1].

## Российская империя

### Обер-коменданты Керчи и Еникале
Керчь и окрестности вошли в состав Российской империи в 1774 году по Кучук-Кайнарджийскому мирному договору на 10 лет ранее остальной территории Крыма. Входили в состав Азовской губернии.
- 1771, 1778, 1781: генерал-майор Борзов, Николай Владимирович (1728 — не ранее 1782)[2][3].
- 1781—1784: генерал-майор Филисов, Фёдор Петрович (1731—1784)[4]

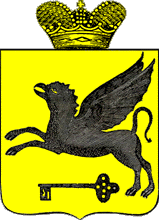
1844

1859

### Керчь-Еникальские градоначальники
Керчь-Еникальское градоначальство было учреждено в 1821 году и упразднено в 1917 году после Октябрьской революции, восстановлено ВСЮР в 1919 году и окончательно упразднено в 1920 году. Градоначальник со статусом губернатора утверждался повелением императора.
Список:
- 1822 (или 1821)—1823: (исполняющий должность) полковник Иван Иванович (Иоганн-Якоб) фон Ден (1785—1859).
- 16.10.1823—1825: действительный статский советник Андрей Васильевич Богдановский (1870—1864).
- 20.02.1826—10.1826 (или 1825—1828): (исполняющий должность) полковник Александр Никитович Синельников (1789—после 1832).
- 10.1826 (или 1828)—1829: статский советник Филипп Филиппович Вигель (1786—1856).
- 13.11.1829—06.12.1832: полковник Иван Алексеевич Стемпковский (1789—1832 (умер, состоя в должности).
- 02.01.1833—27.01.1850: полковник (с 30.04.1841 генерал-майор) князь Захар Семёнович Херхеулидзев (Херхеулидзе) (1798—1856).
- 31.01.1850—07.11.1851: контр-адмирал Алексей Петрович Лазарев 2-й (1795—после 1851).
- 1852—1855 (или 1851—1854): генерал-майор князь Дмитрий Иванович Гагарин (1797—1875).
- 25.04.1855—1857: подполковник (с 30.10.1855 полковник) Платон Александрович Антонович 1-й (1811—1883).
- 25.03.1857—11.08.1875: вице-адмирал Александр Петрович Спицын (1810—1888).
- 11.08.1875—12.04.1882: генерал-майор флота Николай Петрович Вейс (1812—1883).
- 26.04.1882—01.09.1885: контр-адмирал Николай Карлович Вейс (1820—1894).
- 14.09.1885—22.11.1896: капитан 1-го ранга, с 1887 контр-адмирал Митрофан Егорович Колтовский (1836—1896)
- 13.01.1897—1906: генерал-майор Модест Дмитриевич Клокачёв (1843—1916).
- 11.02.1906—1909: контр-адмирал Александр Фёдорович Стемман (1856—1914).
- 26.12.1909—1913 (или 1914): полковник (с 14.04.1913 генерал-майор) Евгений Константинович Климович (1871—1930).
- 1914—1915 (или 1916): полковник Александр Георгиевич Загряжский.
- 1915 (или 1916)—4.03.1917: генерал-майор Владимир Францевич Модль (1871—после 1919).
- 30.07.1919—11.1920: генерал-майор Николай Николаевич Ходаковский (Ходак-Ходаковский) (1879—1920/21).

### Городские головы Керчи
- 1907—1916: Аверкиев, Василий Васильевич (1853—1918)[6]
- 1917, с апреля 1918 Могилевский[7]

## СССР

### Первые секретари Керченского райкома/горкома ВКП(б)/КПСС
Керченского уездного комитета РКП(б)/Райком ВКП(б)
- 24 февраля 1921 года - январь 1922 года Цифринович, Владимир Ефимович (1897—1938, репрессирован)[8]
- 1924 Вашкевич, Василий Васильевич (1892-1972)[9]
- 1925: Шерыкалов, секретарь Керченского райкома[10]

Горком ВКП(б)
ответственные секретари
- август 1930 — февраль 1932: Кудрявцев, Сергей Александрович (1903—1938, репрессирован)
- февраль 1932 — декабрь 1932: Максимов, Иван Яковлевич (1903—1971)

первые секретари
- январь 1935 — апрель 1937: Окорков, Константин Иванович (1896—1938, репрессирован)[11]
- сентябрь 1937 — март 1940: Чекинов, Анатолий Петрович (1909—1986)
- март 1940 — 1942: Сирота, Наум Абрамович (1900—не ранее 1985)
- 1943—1945: Сирота, Наум Абрамович (1900—не ранее 1985)
- 1945—1951: Русинов, Михаил Васильевич (1910—?)[12]
- 1951: Катков, Николай Никитович (1907-1989)[13]
- 1952—1958: Смородин, Григорий Иванович (1907—1968)
- 1958—1961: Ревкин, Михаил Васильевич (1921—1991)[14]
- 1961—1963: Макухин, Алексей Наумович (1928—2000)[15]
- 1963—1973: Эмин Аркадий Кузьмич (1925—2001)
- 1973—1974: Барвинский, Алексей Дмитриевич (1924—1999)[16]
- 1974—1984: Чистов, Сергей Александрович (1930—2018)
- 1984—1990: Марусенко, Виталий Никитович (1938—2008)[17]
- 1990—1991: Сафонцев, Александр Сергеевич (1950 — убит 1998)[18]

### Председатели Керченского совета и Керченского ревкома
- январь — апрель 1918: Шевяков, Сергей Иванович, председатель Керченского совета[10]
- 1920−1921: Гринёв М. И., председатель Керченского ревкома[10]

### Председатели Керченского окружного исполкома
- ноябрь 1920  — июль 1922: Фатьянов, Илья Архипович (1891-1973) одновременно председатель Керченского окружного СНХ[19]
- 1923 Ляпин, Иван Михайлович

### Председатели Керченского горисполкома
- ? — март 1937: — Ильин И. М., репрессирован
- Осипчук С. В.

### Городской голова (бургомистр) Керчи во время немецкой оккупации
- ноябрь — 29 декабрь 1941: Токарев, Тимофей Васильевич (1869—1942)[20] расстрелян

### Председатели Керченского горисполкома
- апрель 1944: Колесниченко, Василий Степанович (и. о.) (1892—1972)
- 1947:  Бугров, Павел Иванович
- 1953: Завгородний, Евгений Иович (1907—?)[21]
- ? — 1960: Дудник, Александр Игнатьевич (1914—?)
- 1960—1961: Макухин, Алексей Наумович (1928—2000)
- 18 марта 1963 — 1982: Дубов, Валентин Федорович (1929—1999)[22]
- 1982—1984: Марусенко, Виталий Никитович (1938—2008)
- 1984 — ?: Кравченко, Владимир Иванович

## Украина

### Председатели Керченского горисполкома
- декабря 1993 — февраль 1998: Сафонцев, Александр Сергеевич (1950 — убит 1998)[18]

### Городские головы Керчи
- 1998 — июнь 2014: Осадчий, Олег Владимирович (род. 1951) в должности 4 каденции, последняя завершена досрочно
- 30 июня 2014 — 29 сентября 2014: Романов, Роман Юрьевич (врио)  (род. 1971)

## Российская федерация

### Главы администрации Керчи
Глава исполнительно-распорядительного органа муниципального образования
- сентябрь — ноябрь 2014: Писарев, Сергей Николаевич (и. о.) (род. 1962)[24]
- ноябрь 2014— июнь 2016: Писарев, Сергей Николаевич (род. 1962)[24]
- июнь 2016— апрель 2017: Подлипенцев, Владимир Валерьевич (род. 1974)[25]
- май 2017 — июль 2021: Бороздин, Сергей Вадимович (род. 1975)[26]
- июль — август 2021: Федоренко, Екатерина Андреевна (и. о.) (род. 1986)
- август — сентябрь 2021: Брусаков Святослав Анатольевич (и. о.) (род. 1975)[27]
- октябрь 2021 — н. в.: Брусаков Святослав Анатольевич (род. 1975)[27]

### Председатели Керченского городского совета. Главы муниципального образования городской округ Керчь
- 09.2014 — 06.2017: Щербула, Лариса Викторовна (род. 1970)[28]
- 06. 2017—2019: Гусаков, Николай Сергеевич (род. 1974)[29]
- 26 сентября 2019 — 3 февраля 2020: Хужина, Мая Викентьевна (род. 1965)[30]
- 11 февраля 2020 — н. в.: Солодилова, Ольга Станиславовна (род. 1958)[31]